# Премия «Давид ди Донателло» лучшей иностранной актрисе
Премия «Давид ди Донателло» лучшей иностранной актрисе (итал. David di Donatello per la migliore attrice straniera) — один из призов национальной итальянской кинопремии Давид ди Донателло, награждалась с 1957 по 1996 год.

## Победители и номинанты

### 1950-е
- 1957
  - Ингрид Бергман — Анастасия

- 1958
  - Мэрилин Монро — Принц и танцовщица

- 1959
  - Дебора Керр — За отдельными столиками

### 1960-е
- 1960
  - Одри Хепбёрн — История монахини

- 1961
  - Брижит Бардо — Истина

- 1962
  - Одри Хепбёрн — Завтрак у Тиффани

- 1963
  - Джеральдин Пейдж — Сладкоголосая птица юности

- 1964
  - Ширли Маклейн — Нежная Ирма

- 1965
  - Одри Хепбёрн — Моя прекрасная леди

- 1966
  - Джули Эндрюс — Звуки музыки

- 1967
  - Джули Кристи — Доктор Живаго ex aequo
  - Элизабет Тейлор — Укрощение строптивой ex aequo

- 1968
  - Фэй Данауэй — Бонни и Клайд ex aequo
  - Кэтрин Хепбёрн — Угадай, кто придёт к обеду? ex aequo

- 1969
  - Барбра Стрейзанд — Смешная девчонка ex aequo
  - Миа Фэрроу — Ребёнок Розмари ex aequo

### 1970-е
- 1970
  - Лайза Миннелли — Бесплодная кукушка

- 1971
  - Эли Макгроу — История любви

- 1972
  - Элизабет Тейлор — Зи и компания

- 1973
  - Лайза Миннелли — Кабаре

- 1974
  - Барбра Стрейзанд — Какими мы были ex aequo
  - Татум О’Нил — Бумажная луна ex aequo

- 1975
  - Лив Ульман — Сцены из супружеской жизни

- 1976
  - Изабель Аджани — История Адели Г. ex aequo
  - Гленда Джексон — Хедда ex aequo

- 1977
  - Анни Жирардо — Беги за мной, чтобы я тебя поймала ex aequo
  - Фэй Данауэй — Телесеть ex aequo

- 1978
  - Джейн Фонда — Джулия ex aequo
  - Симона Синьоре — Вся жизнь впереди ex aequo

- 1979
  - Ингрид Бергман — Осенняя соната ex aequo
  - Лив Ульман — Осенняя соната ex aequo

### 1980-е
- 1980
  - Изабель Юппер — Кружевница

- 1981
  - Катрин Денёв — Последнее метро
  - Вера Пап — Вера Анги
  - Сьюзен Сарандон — Атлантик-Сити

- 1982
  - Дайан Китон — Красные
  - Ютта Лампе — Свинцовые времена
  - Мерил Стрип — Женщина французского лейтенанта

- 1983
  - Джули Эндрюс — Виктор/Виктория
  - Сисси Спейсек — Пропавший без вести
  - Джессика Лэнг — Тутси

- 1984
  - Ширли Маклейн — Язык нежности
  - Дебра Уингер — Язык нежности
  - Мерил Стрип — Выбор Софи

- 1985
  - Мерил Стрип — Влюблённые
  - Миа Фэрроу — Бродвей Денни Роуз
  - Настасья Кински — Париж, Техас

- 1986
  - Мерил Стрип — Из Африки
  - Филлис Логан — Другое время, другое место
  - Миранда Ричардсон — Танец с незнакомцем

- 1987
  - Норма Алеандро — Официальная версия
  - Дебора Керр — Ассамский сад
  - Сабин Азема — Мелодрама

- 1988
  - Шер — Во власти Луны
  - Гленн Клоуз — Роковое влечение
  - Барбра Стрейзанд — Чокнутая

- 1989
  - Джоди Фостер — Обвиняемые
  - Изабель Юппер — Женское дело
  - Ширли Маклейн — Мадам Сузацка

### 1990-е
- 1990
  - Джессика Тэнди — Шофер мисс Дэйзи
  - Кэтлин Тёрнер — Война супругов Роуз
  - Мег Райан — Когда Гарри встретил Салли
  - Миу-Миу — Милу в мае
  - Миа Фэрроу — Преступления и проступки

- 1991
  - Анн Парийо — Никита
  - Гленн Клоуз — Гамлет
  - Джулия Робертс — Красотка
  - Миа Фэрроу — Элис
  - Джоан Вудворд — Мистер и миссис Бридж

- 1992
  - Джина Дэвис — Тельма и Луиза ex aequo
  - Сьюзен Сарандон — Тельма и Луиза ex aequo
  - Гун Ли — Подними красный фонарь

- 1993
  - Эммануэль Беар — Ледяное сердце ex aequo
  - Тильда Суинтон — Орландо ex aequo
  - Эмма Томпсон — Говардс-Энд ex aequo

- 1994
  - Эмма Томпсон — На исходе дня
  - Холли Хантер — Пианино
  - Мишель Пфайффер — Эпоха невинности

- 1995
  - Джоди Фостер — Нелл
  - Энди Макдауэлл — Четыре свадьбы и одни похороны
  - Ума Турман — Криминальное чтиво

- 1996
  - Сьюзен Сарандон — Мертвец идёт
  - Эммануэль Беар — Нелли и месье Арно
  - Эмма Томпсон — Разум и чувства